# Tracie Thoms
Tracie Nicole Thoms (* 19. srpna 1975, Baltimore, Maryland, Spojené státy americké) je americká televizní, filmová a divadelní herečka a zpěvačka.

## Životopis
Narodila se a vyrůstala v Baltimore v Marylandu jako dcera Mariany a Donalda H. Thomsových. Má mladšího bratra Austina. Ve svých deseti letech začala se studiem herectví a později chodila na Baltimore School for the Arts. Nyní má bakalářský titul z Howard University a postgraduátní certifikát z herectví na Juilliard School, kde byla spolužačkou herců Lee Paceho a Anthonyho Mackie.

## Kariéra
Je známá pro svoji roli Mahandry McGinty v televizním seriálu Wonderfalls. Také hrála roli Sashy v americké verzi seriálu As If, který byl zrušen po třech epizodách. Byla přidána do obsazení seriálu Odložené případy jako vyšetřovatelka Kat Miller. Také hostovala v seriálech Právo a pořádek a Policejní odznak.
Objevila se v několika filmech, její nejznámější role byla ve filmové verzi broadwayského muzikálu Rent, kde hrála Joanne Jefferson, právničku a milenku Maureen Johnson (Idina Menzel). Převzala roli po Fredi Walker, která hrála Joanne v původní broadwayské verzi, ale rozhodla se, že si roli kvůli svému věku již nezopakuje. Thoms ještě před tím, než získala roli, byla velkou fanynkou tohoto muzikálu a několikrát ho viděla na Broadwayi.
Objevila se ve filmech Porn 'n Chicken, Brother to Brother a The Warrior Class. V roce 2006 se objevila v roli Lily ve filmu Ďábel nosí Pradu. Hrála ve filmu Descent, společně se svými kolegyněmi z Rentu, Wilson Jermaine Heredia a Rosario Dawson. Objevila se ve filmu Quentina Tarantina, Auto zabiják, spolu se Zoë Bell, Rosario Dawson a Mary Elizabeth Winstead.
Její broadwayský debut byl ve hře Drowning Crow. Také se objevovala v několika hrách mimo Broadway a v regionálních divadlech, ve hrách Up Against the Wind (New York Theater Workshop), The Oedipus Plays (The Shakespeare Theater), A Raisin in the Sun (Baltimore CenterStage) Joe Turner's Come and Gone (Missouri Rep), The Exonerated (Off Broadway's The Culture Project) a The Antigone Project (The Women's Project). 18. července 2008 se připojila k poslednímu obsazení původního uvádění Rentu, vystupovala 26. července 2008, zopakovala si svou roli Joanne a nahradila Merle Dandridge. Poslední představení vyšlo na DVD a jako film nazvaný Rent: Filmed Live on Broadway.
Zopakovala si roli Joanne v uvedení Rentu v Hollywood Bowl od 6. do 8. srpna 2010. Toto uvedení režíroval Neil Patrick Harris.
V pilotním dílu seriálu Wonder Woman si zahrála Ettu, Dianinu osobní asistentku.

## Filmografie
- Wonder Woman (2011) – Etta Candy (zrušen)
- Odložené případy (2005–2010) – Vyšetřovatelka Kat Miller
- Brother to Brother (2004) – Matka
- The Warrior Class (2004) – Thelma
- Everyone's Depressed (2005) – Crystal
- Rent (2005) – Joanne Jefferson
- Ďábel nosí Pradu (2007) – Lily
- Auto zabiják (2007) – Kim
- Descent (2007) – Denise
- Sex and Breakfast (2007) – Sarah
- Rent: Filmed Live on Broadway (2008) – Joanne Jefferson
- Peter and Vandy (2009) – Marissa
- C.R.E.A.M: The American Dream (2009) – Ki Hassan
- The Reapers (2009) – Nikki
- Good Hair (2009) – Sama sebe
- Private Practice (2009) – Collette
- Harry's Law (2011) – Kathryn Kepler Asst. DA